# Moabitskaja tetrad
Moabitskaja tetrad (russisk: Моабитская тетрадь) er en sovjetisk spillefilm fra 1968 af Leonid Kvinikhidze.

## Medvirkende
- Rafkat Biktjentajev som Shafi
- Aivars Bogdanovics som Timmermans
- Pjotr Tjernov som Musa Jalil
- Ildar Khairulin som Zayni
- Khavza Mingasjudinova som Idrisi